# Долфін (газове родовище, Ізраїль)
Долфін — газове родовище в ізраїльському секторі Середземного моря, за 100 км від Хайфи та за 30 км на південний схід від гігантського родовища Левіафан.
Виявлене в 2011 році внаслідок спорудження свердловини Dolphin-1, закладеної в районі з глибиною моря 1560 метрів. На рівні 4400 метрів під морським дном свердловина виявила вуглеводні у пісковиках групи Тамар (названі так по однойменному гігантському родовищу, яке лежить на північ від Долфін), що відносяться до нижнього міоцену (аквітанський ярус) та перекриті сольовими відкладеннями мессінського ярусу.
Первісно ресурси родовища оцінювали у 15,5 млрд м3, проте вже у 2012 році внаслідок переінтерпретації даних їх скоротили до 2,3 млрд м3.
Наразі розробка Долфін розглядається лише у вигляді сателіта згаданого вище родовища Левіафан.